# 开封东大寺
开封东大寺位于河南开封市顺河回族区清平南街路西，是开封最为著名的清真寺，位列开封清真十三坊之首。2006年6月25日，作为清代古建筑被国家文物局公布为全国重点文物保护单位。
该寺现存建筑为三进院落结构，包括照壁、门前石狮、大门、二门、廊房、配殿、卷棚大殿、讲堂、水房等建筑。寺对面有一附属清真女寺。
该寺为河南省内规模较大的清真寺，历史上曾被称为河南首坊。

## 历史沿革
根据寺内现存的碑刻和其他史料分析，唐末已有部分回民来从长安来汴州即现在的开封居住生活。宋元以后，大量回民从全国、乃至全球各地移居开封，并聚居于现开封东大寺所在地。因生活和信仰的需要，在此地建立清真寺，后因王朝更迭、黄河泛滥而毁。明永乐五年（1407年），敕赐重建寺院，但又因黄河水患而毁于明末。清顺治十二年（1655年），教民募资重建，并于道光二十六年（1846年）再次修复。如今的开封东大寺所保留的建筑风格，便是此次重修所形成。

## 图集

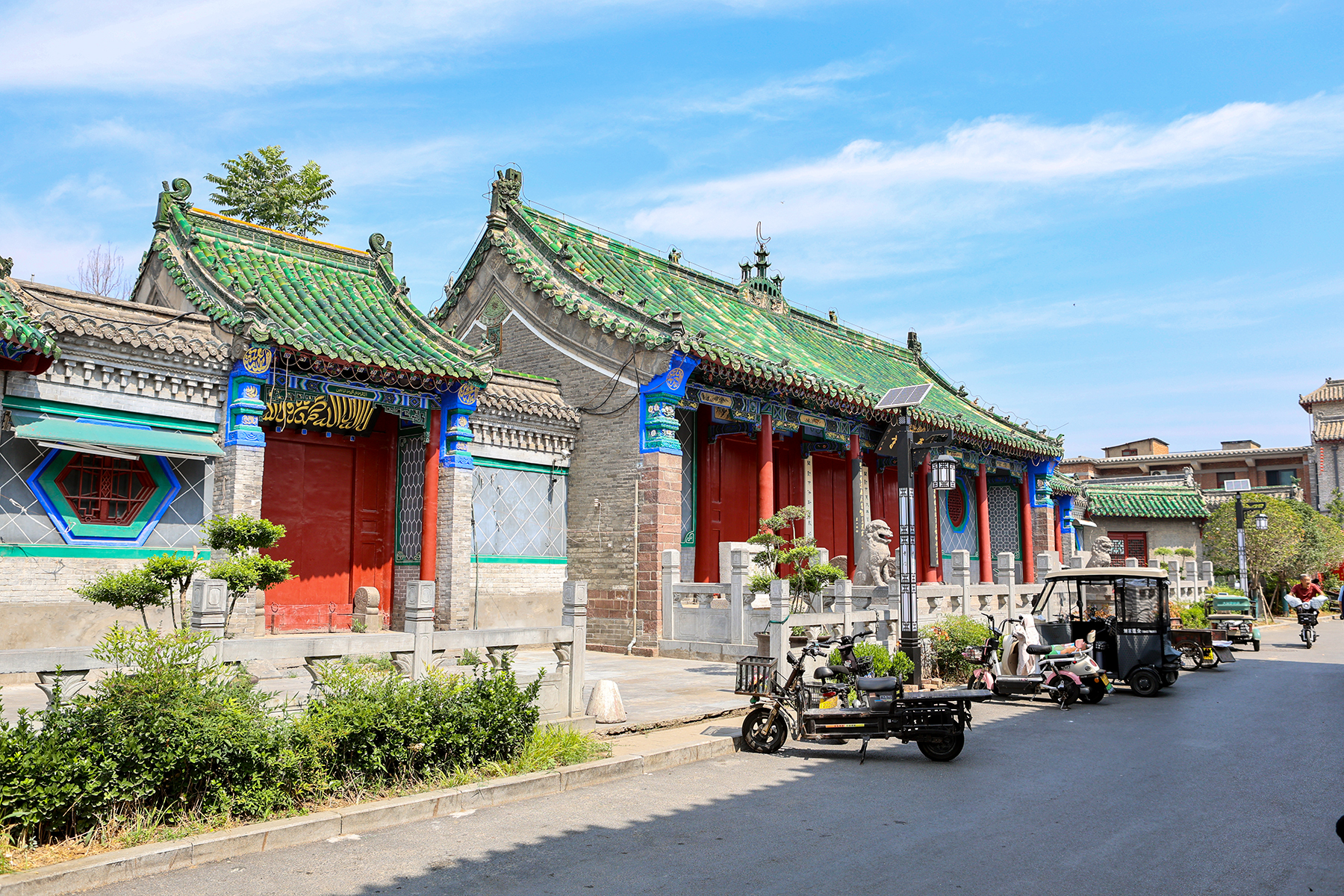
大门
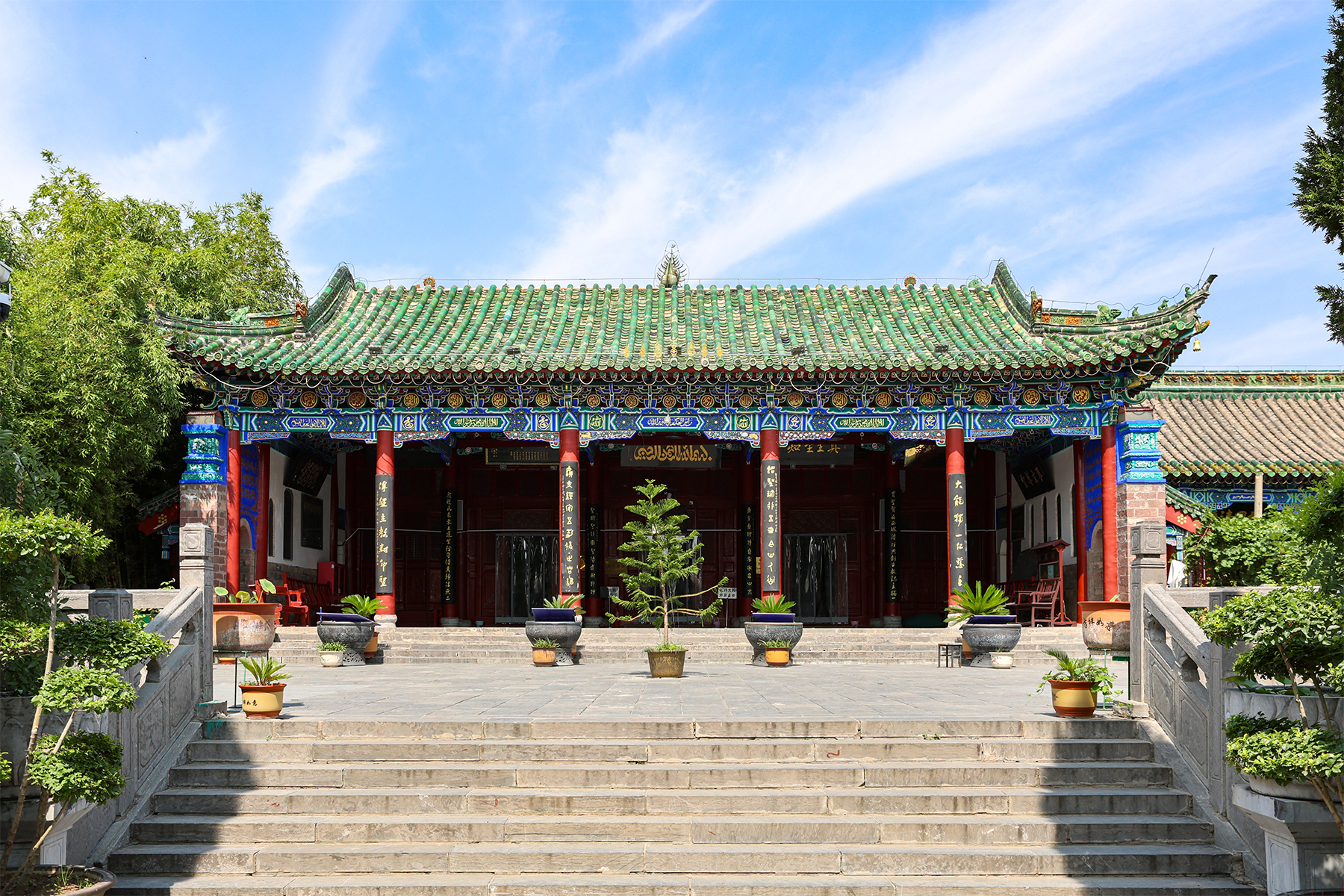
卷棚大殿